# Lumbreras
Lumbreras tỉnh và cộng đồng tự trị La Rioja, phía bắc Tây Ban Nha. Đô thị này có diện tích là 142,91 ki-lô-mét vuông, dân số năm 2009 là 164 người với mật độ 1,15 người/km². Đô thị này có cự ly 22 km so với Logroño.